# Roland Orzabal
Roland Jaime Orzábal de la Quintana (Portsmouth, Inglaterra, 22 de agosto de 1961) es un cantante y músico británico, miembro de Tears for Fears. A lo largo de su vída logró demostrar su talento vocal y artístico en algunas de sus canciones, también tratando en su banda Tears For Fears de introducir la problemática cotidiana y social de los (Problemas Psicológicos) que afectan a la juventud. Ejemplo de esto tenemos a dos lanzamientos como lo son, Mad World" y The Hurting". También, esta banda se destacó por su canción "Everybody Wants To Rule The World" y "Shout": todas canciones con su gran amigo y compañero musical, Curt Smith.

## Biografía y carrera
Al igual que él, su madre era británica mientras que su padre era francés de ascendencia argentina. De hecho, su abuelo era argentino según él mismo manifestara en un concierto en Buenos Aires; en efecto, su abuelo fue Arturo Orzábal de la Quintana, doctor en ciencias políticas e intelectual,  y bisnieto del general Arturo Orzábal Guardo y de Benjamina de la Quintana Alcorta, miembro de una importante familia del interior de la Provincia de Córdoba.
Junto a su amigo de la niñez, también músico, Curt Smith fundó el proyecto musical Tears for Fears en 1981. Anteriormente a eso habían participado como músicos en grupos como Neon y Graduate.
No era una banda usual, ya que participaban en dos movimientos musicales: los New Romantics y New Wave. Debutaron en 1983 con la publicación de The Hurting, álbum que contenía tres singles de éxito relativo: «Mad World», «Change» y «Pale Shelter». El éxito masivo, sin embargo, llegó gracias a Songs from the Big Chair (1985), disco considerado una auténtica obra maestra. Canciones como «Everybody Wants to Rule the World» o «Shout», ambos nº1 de Billboard, los convirtieron definitivamente en grandes estrellas del pop contemporáneo.
Su último trabajo en conjunto fue The Seeds of Love (1989). En 1992, tras la edición del recopilatorio Tears Roll Down: Greatest hits 82-92, Curt Smith se separó del proyecto, aparentemente, en no muy buenos términos. Orzabal se quedó entonces con el nombre de Tears for Fears y como tal, publicó dos discos más, Elemental, de donde el tema Break It Down Again obtuvo un considerable éxito (1993), y Raoul and the Kings of Spain (1995).
En 2004, Roland y Curt se reconciliaron y volvieron a trabajar en equipo como Tears for Fears en el álbum Everybody Loves A Happy Ending.
Como productor, recientemente ha trabajado y escrito canciones para el disco Love in the Time of Science de Emilíana Torrini.